# گای کیبی
گای کیبی (انگلیسی: Guy Kibbee؛ ۶ مارس ۱۸۸۲ – ۲۴ مهٔ ۱۹۵۶) یک هنرپیشه اهل ایالات متحده آمریکا بود. وی بین سال‌های ۱۹۳۱ تا ۱۹۵۰ میلادی فعالیت می‌کرد.
از فیلم‌ها یا برنامه‌های تلویزیونی که وی در آن نقش داشته است می‌توان به خانمی برای یک روز، سه پدرخوانده، جشن فوتلایت، بی‌تجربه‌ها، دژ آپاچی، آقای اسمیت به واشنگتن می‌رود، ناخدا بلاد، تاکسی! و مرد دنیادیده اشاره کرد.